# Weislingen
Weislingen település Franciaországban, Bas-Rhin megyében. Lakosainak száma 545 fő (2022. január 1.). Weislingen Frohmuhl, Puberg, Tieffenbach, Volksberg és Waldhambach községekkel határos.

## Népesség
A település népessége az elmúlt években az alábbi módon változott:
| Lakosok száma | 550  | 537  | 548  | 535  | 540  | 546  | 548  | 549  | 545  |
|               | 2013 | 2015 | 2016 | 2017 | 2018 | 2019 | 2020 | 2021 | 2022 |